# René Schneider (Fußballspieler, 1938)
René Schneider, auch „Neggy“ genannt (* 20. April 1938) ist ein ehemaliger luxemburgischer Fußballspieler der luxemburgischen Fußballnationalmannschaft und Fußballtrainer.

## Karriere
Zwischen 1959 und 1966 hat er insgesamt 29 offizielle Länderspiele für Luxemburg gespielt. 
Als Mannschaftskapitän hat er mit Luxemburg gegen Portugal für eine Sensation gesorgt, als er mit den "roten Löwen" Luxemburgs gegen die Portugiesische Fußballnationalmannschaft (mit Nationalheld Eusébio) gewonnen hat. Am 8. Oktober 1961 unterlag Portugal 2:4 gegen Luxemburg. 
René Schneider konnte 1971 den Meistertitel der ersten Liga Luxemburgs (Nationaldivision) und 1964, 1969 und 1970 den Pokal Luxemburgs (Coupe de Luxembourg), jeweils mit RFC Union Luxemburg gewinnen.
Seine Fussballkarriere hat er als Spieler bei AS Schifflange angefangen. Dort hat er von 1952 bis 1960 gespielt. Dann hat er drei Spielzeiten bei The National Scheffleng gespielt. Von 1963 bis 1971 hat er dann für RFC Union Luxemburg gespielt.
Als Spielertrainer war er danach beim FC Red Star Merl-Belair, Daring Club Echternach, CS Oberkorn und FC Marisca Mersch. Beim FC Progrès Niederkorn war er dann rein als Trainer aktiv.